# Ahtanum
Ahtanum és una concentració de població designada pel cens dels Estats Units a l'estat de Washington. Segons el cens del 2000 tenia 4.181 habitants.

## Demografia
Segons el cens del 2000, Ahtanum tenia 4.181 habitants, 1.467 habitatges, i 1.150 famílies. La densitat de població era de 166,8 habitants per km².
Dels 1.467 habitatges en un 36,3% hi vivien nens de menys de 18 anys, en un 66,1% hi vivien parelles casades, en un 8,5% dones solteres, i en un 21,6% no eren unitats familiars. En el 16,9% dels habitatges hi vivien persones soles el 7,1% de les quals corresponia a persones de 65 anys o més que vivien soles. El nombre mitjà de persones vivint en cada habitatge era de 2,74 i el nombre mitjà de persones que vivien en cada família era de 3,06.
Per edats la població es repartia de la següent manera: un 26,1% tenia menys de 18 anys, un 6,6% entre 18 i 24, un 28,1% entre 25 i 44, un 26,6% de 45 a 60 i un 12,5% 65 anys o més.
L'edat mediana era de 39 anys. Per cada 100 dones de 18 o més anys hi havia 106,8 homes.
La renda mediana per habitatge era de 48.352 $ i la renda mediana per família de 53.333 $. Els homes tenien una renda mediana de 37.897 $ mentre que les dones 23.209 $. La renda per capita de la població era de 19.677 $. Aproximadament el 4,5% de les famílies i el 6,1% de la població estaven per davall del llindar de pobresa.

## Poblacions més properes
El següent diagrama mostra les poblacions més properes.